# Wilhelm Vatke (Theologe)

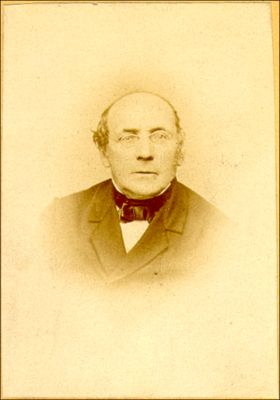
Wilhelm Vatke

Johann Karl Wilhelm Vatke (* 14. März 1806 in Behnsdorf bei Magdeburg; † 19. April 1882 in Berlin) war ein evangelischer Theologe und Professor für Altes Testament und Religionsphilosophie in Berlin.

## Leben
Wilhelm Vatke studierte in Halle, Göttingen und Berlin und wurde 1830 Privatdozent an der Universität Berlin und 1837 Professor ebenda. Vatke war einer der Begründer der neueren Bibelkritik des Alten Testaments. Im selben Jahr (1835), als David Friedrich Strauß sein „Leben Jesu“ veröffentlichte, gab Vatke sein Buch Die biblische Theologie wissenschaftlich dargestellt heraus, das ähnlich revolutionäre Gedanken über das Alte Testament enthielt. Die Gedanken Vatkes waren zunächst kaum aufgegriffen worden und wurden dann durch Abraham Kuenen und Julius Wellhausen weiter ausgebaut.
Sein Sohn Wilhelm war ein Botaniker.

## Werke
- Die biblische Theologie wissenschaftlich dargestellt. Teil 1: Die Religion des Alten Testaments nach den kanonischen Büchern entwickelt. 1835
- Die menschliche Freiheit in ihrem Verhältniß zur Sünde und zur göttlichen Gnade. Bethge, Berlin 1841
- Religionsphilosophie oder allgemeine philosophische Theologie. Nach Vorlesungen hrsg. v. Hermann G. S. Preiss. Strauß, Bonn 1888
- Historisch-kritische Einleitung in das Alte Testament. Nach Vorlesungen hrsg. v. Hermann G. S. Preiss und D. A. Hilgenfeld. Strauß, Bonn 1886